# Hermokrates (Töpfer)
Hermokrates (altgriechisch Ἑρμοκράτης) war ein attischer Töpfer gegen Ende des 6. Jahrhunderts v. Chr.
Hermokrates ist nur von einer Signatur auf dem Fragment einer rotfigurig verzierten Schale bekannt. Das Fragment wurde auf der Athener Akropolis gefunden und zeigt einen den Doppelaulos blasenden Jüngling. Heute befindet sich das Fragment im Archäologischen Nationalmuseum Athen.